# Заикин, Сергей Яковлевич
Серге́й Я́ковлевич Заи́кин (1 июля 1914, Константиновка, Никольск-Уссурийский уезд, Приморская область, Российская империя — 27 марта 1984, Донецк, Украинская ССР, СССР) — старший лейтенант Советской Армии, участник Великой Отечественной войны, Герой Советского Союза (1945).

## Биография
Сергей Заикин родился 1 июля 1914 года в селе Константиновка (ныне — Октябрьский район Приморского края). В 1929 году окончил школу рабочей молодёжи, после чего работал сначала на угольных копях, затем на Владивостокском консервном комбинате, матросом на пароходе, слесарем, шофёром на Уссурийском автозаводе. Окончил аэроклуб, затем Ульяновскую лётно-техническую школу Осоавиахима. В марте 1940 года Заикин был призван на службу в Рабоче-крестьянскую Красную Армию. В 1942 году окончил Новосибирскую военную авиационную школу лётчиков, после чего некоторое время был лётчиком-инструктором Омской лётной школы. Освоил штурмовик «Ил-2». С марта 1943 года — на фронтах Великой Отечественной войны. Принимал участие в боях на Калининском, 1-м Прибалтийском, 3-м Белорусском фронтах. 7 июля 1943 года получил тяжёлое ранение, но сумел посадить самолёт на своём аэродроме. Участвовал в освобождении Белорусской ССР, Прибалтики, боях в Восточной Пруссии.
К марту 1945 года гвардии лейтенант Сергей Заикин командовал звеном 6-го гвардейского отдельного штурмового авиаполка 3-й воздушной армии 3-го Белорусского фронта. К тому времени он совершил 131 боевой вылет на штурмовку скоплений боевой техники и живой силы противника, его важных военных объектов. Всего же за время войны Заикин совершил 180 боевых вылетов.
Указом Президиума Верховного Совета СССР от 29 июня 1945 года за «образцовое выполнение боевых заданий командования на фронте борьбы с немецкими захватчиками и проявленные при этом мужество и героизм» гвардии лейтенант Сергей Заикин был удостоен высокого звания Героя Советского Союза с вручением ордена Ленина и медали «Золотая Звезда» за номером 8579.
В 1947 году в звании старшего лейтенанта Заикин был уволен в запас. Проживал в Горловке, работал на шахте. С 1952 года — на пенсии, проживал в Донецке. Умер 27 марта 1984 года.
Был также награждён тремя орденами Красного Знамени, тремя орденами Отечественной войны 1-й степени, рядом медалей.